# Tom Colbjørnsen

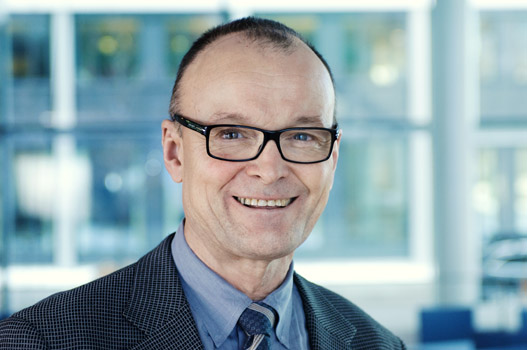
Tom Colbjørnsen, 2011

Tom Colbjørnsen (* 31. Mai 1951 in Oslo, Norwegen) ist ein norwegischer Hochschullehrer und Präsident der BI Norwegian Business School.

## Vita
Colbjørnsen verließ die Norwegische Handelshochschule (NHH) 1976 als Siviløkonom. Mit einer Arbeit über Arbeitsmärkte promovierte er 1984 an der Universität Bergen zum Dr. philos.
1986 bis 1987 arbeitete er als Professor am Institut für Soziologie der Universität Bergen, anschließend war er bis 1990 am Norsk senter for forskning i ledelse, organisasjon og styring (LOS-senteret) beschäftigt. Von 1991 bis zu seiner Berufung zum Präsidenten der BI Norwegian School of Management 2006 war er Professor für Organisation und Leadership an der Norwegischen Handelshochschule (NHH).